# Laggio
Laggio di Cadore (Lajo in ladino) è una frazione del comune italiano di Vigo di Cadore, in provincia di Belluno. Il paese è limitato ad un'estremità dal Rin di Laggio e dall'altra dai massicci del Tudaio e dello Schiavon. È citata a partire dal 1186 come Laglum.

## Monumenti e luoghi d'interesse

### Chiesa di Santa Margherita

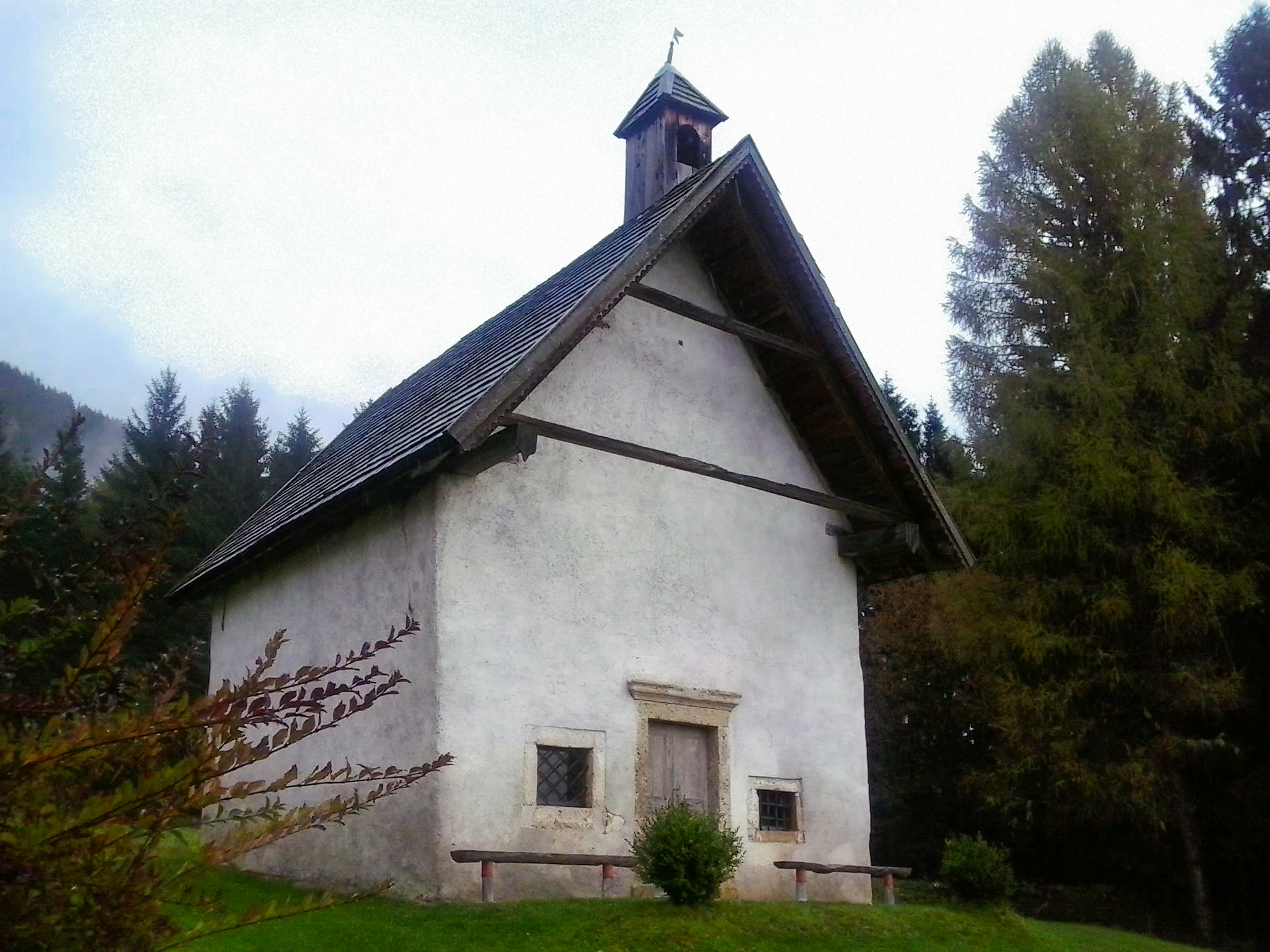
La chiesa di Santa Margherita, località Salagona.

Costruita nel 1205 circa, è l'unica testimonianza artistica sopravvissuta al vasto incendio del 1705 che distrusse l'antico borgo di Salagona. Raro esempio di arte medievale, è tra le chiese più antiche del Cadore. L'edificio consta di un'aula rettangolare, senza abside, con soffitto a cassettoni in legno di larice e decorato a rosoni. Il tetto, in scandolette e molto sporgente sulla facciata, è ingentilito da un campaniletto a fumaiolo. Sulla facciata si aprono la porta e due finestre a diverso livello, mentre un'altra finestra è ricavata nella parete sud. Pregevoli gli affreschi trecenteschi che adornano le pareti interne. L'altare ligneo, tolto negli anni sessanta, è opera di Gerolamo Comuzzo.
Certamente alla chiesa si faceva capo per pregare prima di salire agli alpeggi e la devozione e i bisogni di quelle antiche genti traspaiono dagli stessi santi in essa raffigurati:
Santa Margherita patrona delle partorienti, Sant'Anna protettrice delle donne incinte, Sant'Anastasia invocata contro gli avvelenamenti, San Cristoforo amico dei viandanti e dei boscaioli, e Santa Susanna, invocata per respingere i lupi.

### Chiesa di Sant'Antonio
Il principale luogo di culto di Laggio, dedicato a Sant'Antonio abate, venne iniziato il 10 gennaio 1454 per opera di Giacomo di Salagona. La chiesa ha subito vari incendi tra il 1457 e il 1547.

### Chiesa di San Daniele
La chiesa alpina di San Daniele (1.197 m s.l.m.) è stata costruita su una rupe nel 1862, probabilmente dove in epoca romana esisteva una torre d'osservazione, sul Col de Poeca; è stata restaurata nella primavera del 1984.